# ノカラマツ
ノカラマツ（野唐松、学名：Thalictrum simplex var. brevipes）は、キンポウゲ科カラマツソウ属の多年草。ユーラシア大陸に広く分布するシベリアノカラマツ（学名：T. simplex var. simplex）を基本種とする変種。別名、キカラマツ。

## 特徴
植物体は無毛。根茎は肥厚せず、地中を横に這う黄色の細長い匐枝を伸ばして繁殖する。茎は直立し、高さは60-150cmになり、茎の中部以上で1-10回分枝する。茎は硬く、緑色で縦の稜がある。根出葉は花期には枯れて存在しない。茎につく葉は多数互生し、下部の茎葉には短い葉柄があるが、上部のものは無柄になる。葉身は1-3回3出複葉で、小葉は狭倒卵形から広楕円形になり、長さ2-5cmで細長く、縁は全縁か先が浅く3-5裂し、先端は鋭形になる。葉の裏面は白色を帯び、葉脈が3脈突出する。葉柄の基部に膜質で歯牙のある托葉があり、しばしば小葉柄の基部に小托葉がある。
花期は5-9月。花序は細い円錐状で、淡黄色の多数の花を密につけ、花柄の長さは0.5-0.8cmになる。萼片は4-5個あり、長さ2-4mmの楕円形で黄白色から淡黄緑色、早落する。花弁はない。雄蕊は多数あり長さ4-5mm、葯は黄白色で長さ2mm、花糸は糸状で葯より細く、葯隔は鋭く突出する。雌蕊は2-6個で、子房は広卵形になる。果実は長さ4-5mmの紡錘形の痩果になり、2-6個つき、縦に8-10個の稜があり、果柄は無い。痩果の残存花柱は長さ0.5mmで先は曲がらず、柱頭は三角状になる。染色体数は2n=28、56。

## 分布と生育環境
日本では、本州（東北南部以南）、四国、九州に分布し、日当たりの良い草地、河川敷、荒れ地、山地草原などに生育する。世界では、朝鮮半島南部、中国大陸東北部に分布する。

## 名前の由来
和名ノカラマツは、「野唐松」の意、別名、キカラマツは、「黄唐松」の意。牧野富太郎 (1940) は、『牧野日本植物圖鑑』において、「のからまつ var. affine Regel.」について、「和名ハ野唐松ノ意ニシテ通常原野ニ生ズレバ云ウ、黄唐松ハ花色ニ基キテノ稱ナリ」と述べている。ノカラマツ、キカラマツの名は古くからある名前で、1856年（安政3年）に出版された飯沼慾斎の『草木図説』前編20巻中第10巻中の記述に「ノガラマツサウ」「キカラマツサウ」がある。
種小名（種形容語）simplex は、「単一の」「単性の」「無分岐の」の、変種名 brevipes は、「短い柄（脚）の」の意味。植物学者の原寛 (1952) が、大分県の鶴見岳産の標本をもとに新変種を記載した。

## 種の保全状況評価
絶滅危惧II類 (VU)（環境省レッドリスト）
都道府県のレッドデータ、レッドリストの選定状況は次のとおり。青森県-重要希少野生生物(Bランク)、岩手県-情報不足、宮城県-絶滅危惧I類(CR+EN)、福島県-絶滅危惧IA類(CR)、茨城県-絶滅危惧Ⅱ類、栃木県-準絶滅危惧（Cランク）、群馬県-準絶滅危惧(NT)、埼玉県-絶滅危惧II類(VU)、千葉県-重要保護生物(B)、東京都-絶滅(EX)、神奈川県-絶滅種(EX)、富山県-情報不足、長野県-絶滅危惧II類(VU)、大阪府-絶滅危惧I類、奈良県-絶滅種、岡山県-情報不足、福岡県-絶滅(EX)、佐賀県-絶滅種、熊本県-絶滅危惧II類(VU)、大分県-絶滅危惧II類(II)、宮崎県-絶滅危惧IA類(CR-r,g,d)、鹿児島県-絶滅危惧I類。

## ギャラリー

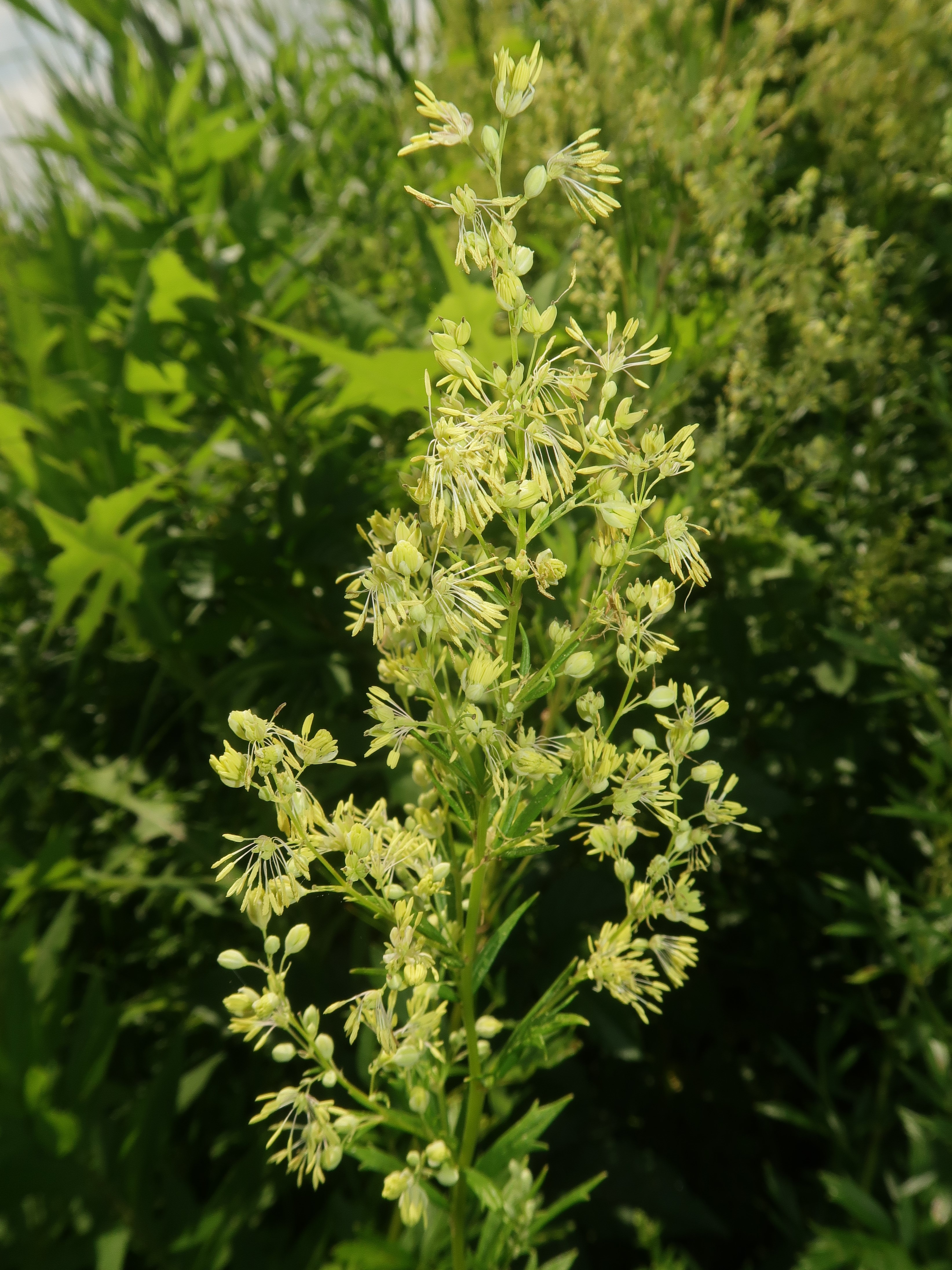
花序は細い円錐状で、淡黄色の多数の花を密につける。
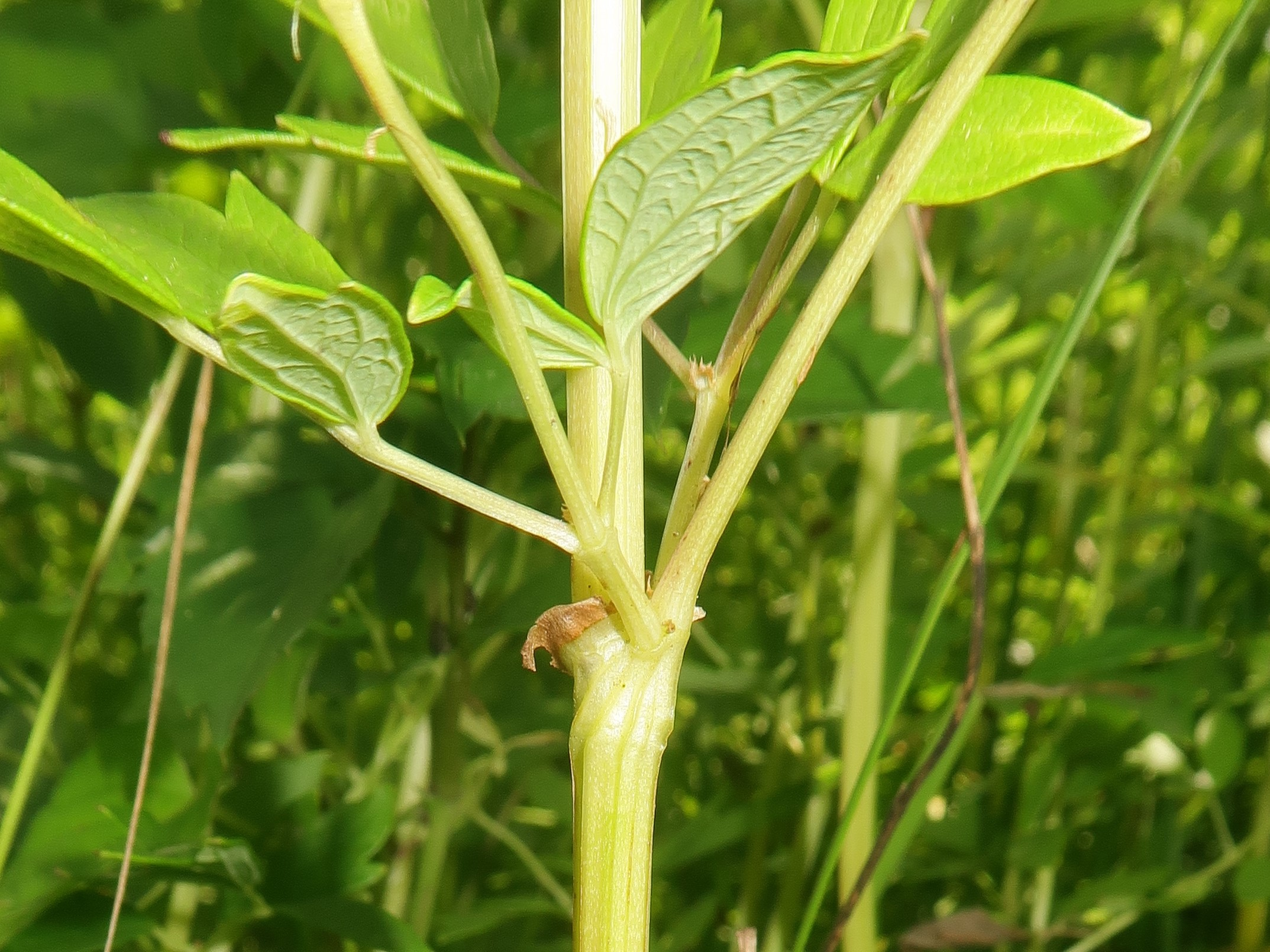
茎に縦の稜がある。葉柄の基部に膜質で歯牙のある托葉があり、しばしば小葉柄の基部に小托葉がある。
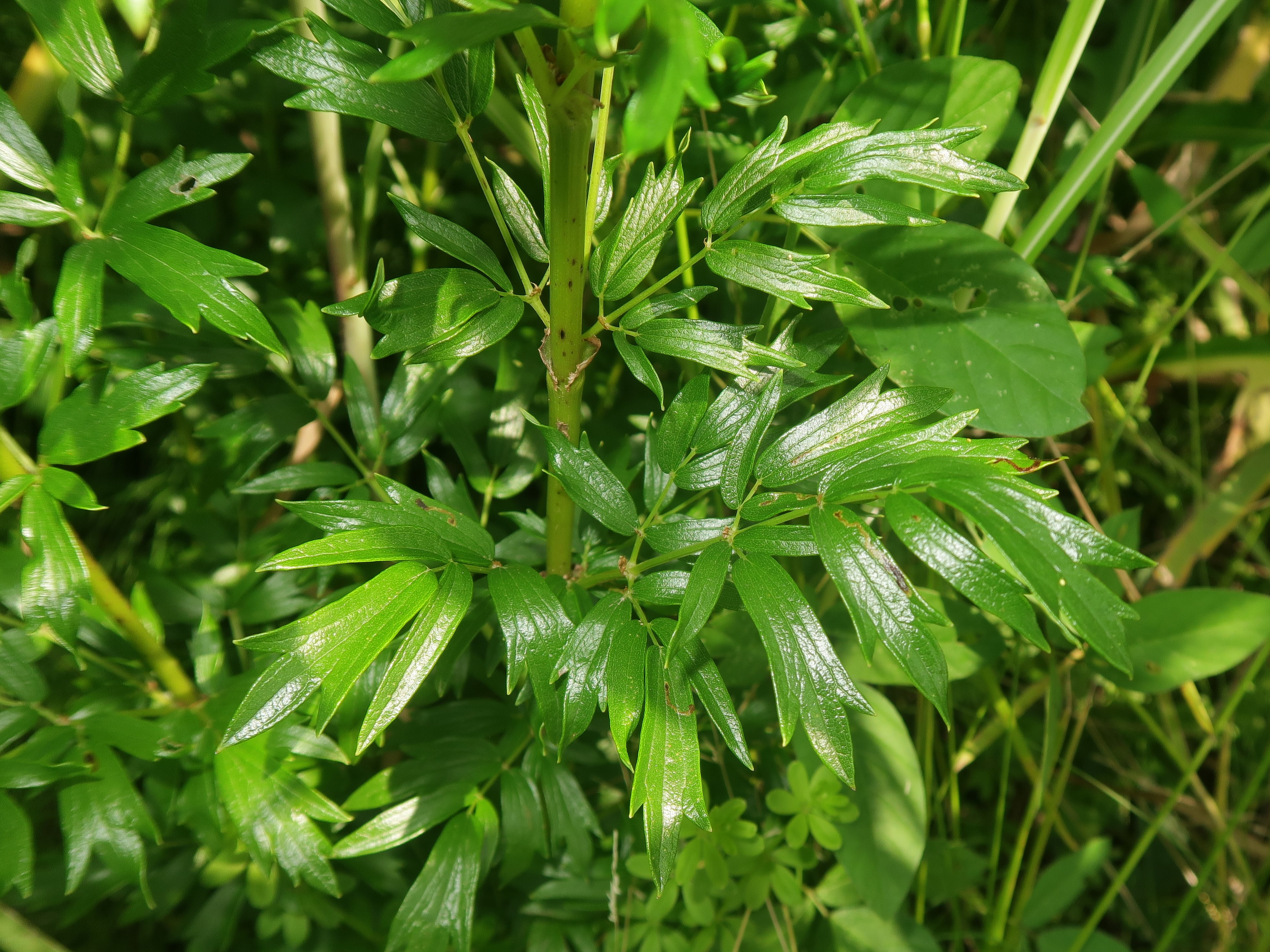
葉身は1-3回3出複葉で、小葉は狭倒卵形から広楕円形になり、細長く、縁は全縁か先が浅く3-5裂し、先端は鋭形になる。
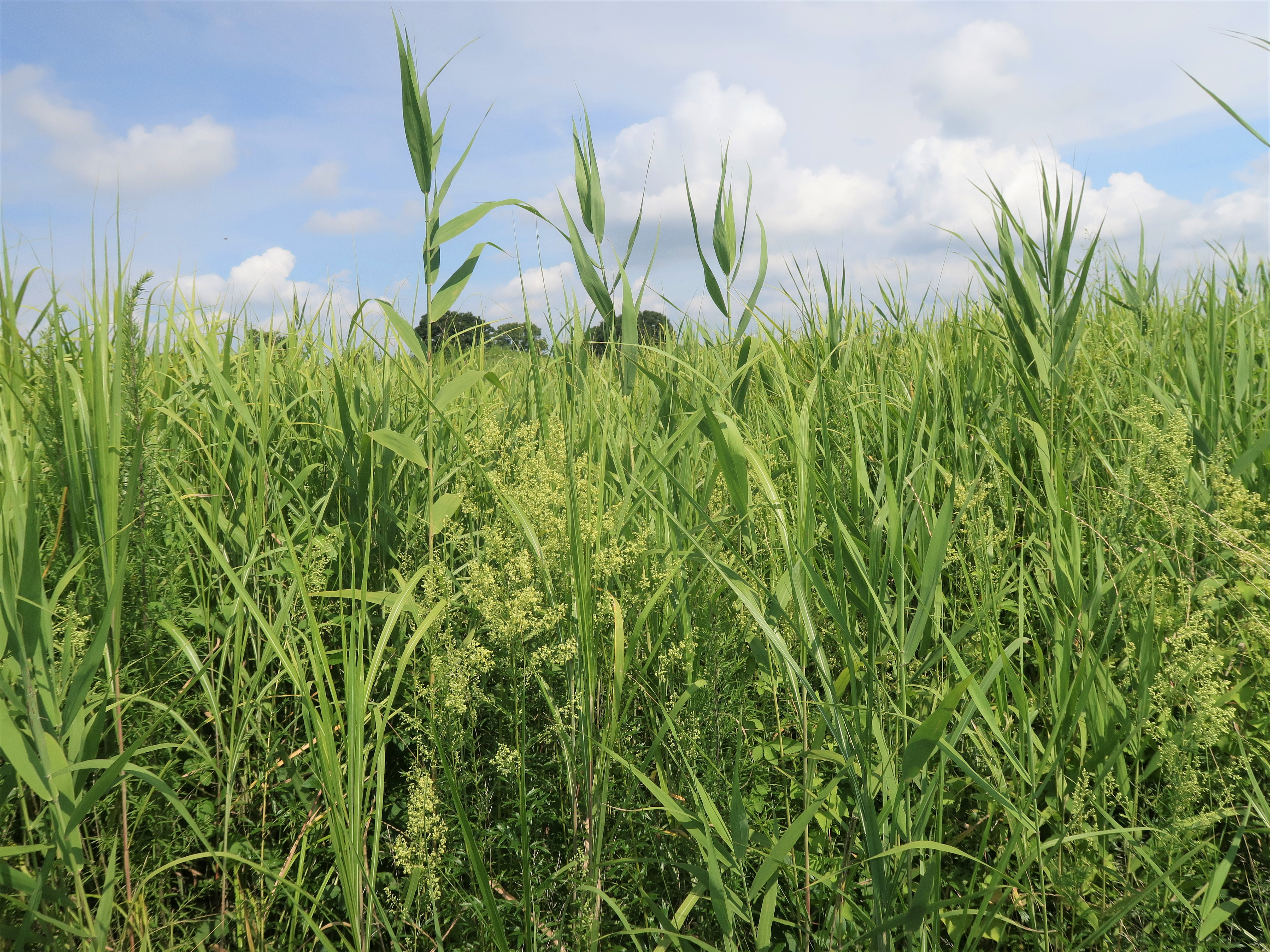
生育環境。オギ Miscanthus sacchariflorus やヨシ Phragmites australis が生える湿った草地に生える。渡良瀬遊水地。

## 基本種
シベリアノカラマツ（学名：Thalictrum simplex L. (1767) var. simplex）はノカラマツの基本種。痩果の果柄が長さ5-15mmと痩果の長さの2倍を超え、痩果の先端の柱頭が矢じり形になる。染色体数2n=56。ユーラシア大陸に広く分布する。

## 交雑種
ノカラマツと近縁のアキカラマツ T. minus var. hypoleucum が近接する場所では、まれに両種の交雑種であるカルイザワカラマツ（学名：Thalictrum ×karuizawaense Emura (1972)）がある。長野県軽井沢町で発見された。

## 分類
ノカラマツは、日本産のカラマツソウ属のなかでアキカラマツ節（Sect. Thalictrum）に属し、萼片が黄白色で早落性であること、花糸は糸状でその先の葯より細く、葯は黄白色であることなどが、同節のなかのアキカラマツ T. minus var. hypoleucum に似ている。しかし、両種の分布地と花期は異なり、ノカラマツは、日本では本州、四国、九州に分布し、河川敷や山地草原などに稀に生育し、花期は5-9月になる。アキカラマツは、日本では北海道から奄美大島まで広く分布し、海岸から高山まで多様な環境に生育し、変異も大きく、花期は7-9月である。形態的な区別点は、ノカラマツは、茎は単純で茎の中部以上で分枝し、花期に根出葉を欠き、茎葉は1-3回3出複葉、小葉は細長く、花序は細い円錐形になる。それに対し、アキカラマツは、茎はよく分岐し、花期に根出葉があり、茎葉は3-5回3出複葉で、小葉は長さ幅が同長、花序は太い円錐形になる。